# Мекка (административный округ)
Ме́кка (араб. مكة المكرمة‎) — административный район на западе Саудовской Аравии.
- Административный центр — город Мекка. Крупнейший город — Джидда.
- Площадь — 153 128 км², население — 6 915 006 человек (2010 год). Самый населённый административный округ Саудовской Аравии[1].

## География
На севере граничит с административным округом Медина, на востоке — с административным округом Эр-Рияд, на юге — с административными округами Эль-Баха, Асир и Джизан. На западе находится побережье Красного моря, где располагается вулканическое поле Харрат-эль-Бирк.

## Административное деление
Административный округ делится на 12 мухафаз (в скобках население на 2010 год):
1. Al Jumum (92 222)
2. Al Kamil (21 419)
3. Al Khurmah (42 223)
4. Al Lith (128 529)
5. Al Qunfidhah (272 424)
6. Al Ta’if (987 914)
7. Jiddah (3 456 259)
8. Khulays (56 687)
9. Mecca (1 675 368)
10. Rabigh (92 072)
11. Ranyah (45 942)
12. Turubah (43 947)

## Администрация
Во главе административного округа (провинции) стоит наместник с титулом эмира, назначаемый королём из числа принцев династии Аль Сауд.

### Эмиры
Эмиры минтаки (губернаторы провинции):
- 1924—1924: Халид бин Мансур бин Ловааи
- 1924—1925: принц Мохаммад ибн Абдуррахман Аль Сауд, брат короля Абдул-Азиза
- 1925—1958: принц Фейсал Аль Сауд, сын короля Абд ал-Азиза, будущий король
- 1958—1961: принц Мутаиб Аль Сауд, сын короля Абд ал-Азиза
- 1961—1963: принц Абдалла ибн Сауд, сын короля Сауда
- 1963—1971: принц Мишааль Аль Сауд, сын короля Абд ал-Азиза
- 1971—1980: принц Фавваз Аль Сауд, сын короля Абд ал-Азиза
- 1980—1999: принц Маджид Аль Сауд, сын короля Абд ал-Азиза
  - 1976—1999: вице-губернатор принц Сауд ибн Абдул-Мухсин Аль Сауд, внук короля Абд ал-Азиза, с 1992 года — и. о. эмира
- 2000—2007: принц Абдул-Маджид Аль Сауд, сын короля Абд аль-Азиза
- 2007—2013: принц Халид аль-Фейсал Аль Сауд, сын короля Фейсала
- 2013—2015: принц Мишааль ибн Абдалла, сын короля Абдаллы
- 2015—наст.время: принц Халид ибн Фейсал Аль Сауд (2-й раз)